# Gunars Pavuls
Gunars Pavuls, född 8 mars 1930 i Lettland, död 26 augusti 2006 i Helsingborg, var en svensk scenograf.

## Biografi
Pavuls var son till Arnolds Pavuls och hans hustru Ludmilla. Han flydde till Sverige tillsammans med sina föräldrar 1944. Han studerade vid Slöjdföreningens avdelning för måleri och grafisk konst innan han började sin karriär som scenograf. 1964 anställdes han vid Helsingborgs stadsteater, där han blev kvar under resten av sin karriär. Även efter pensioneringen 1995 skapade han flera scenografier för teatern.
Fram till 1984 var han gift med Anita Pavuls, med vilken han hade tre barn.

## Filmografi
- 1970 – Baltutlämningen – den lettiske löjtnanten som rider på en vit häst

## Teater

### Scenografi
| År   | Produktion                                                                                  | Upphovsmän                                                             | Regi                           | Teater                   | Noter                                    |
| ---- | ------------------------------------------------------------------------------------------- | ---------------------------------------------------------------------- | ------------------------------ | ------------------------ | ---------------------------------------- |
| 1959 | Mallot med T Victimes du Devoir                                                             | Eugène Ionesco                                                         | Ingrid Korposoff               | Atelierteatern           |                                          |
| 1959 | En ängel kommer till Babylon Ein Engel kommt nach Babylon                                   | Friedrich Dürrenmatt                                                   | Ingrid Korposoff               | Atelierteatern           |                                          |
| 1959 | Den dödsdömde                                                                               | Stig Dagerman                                                          | Hans Råstam                    | Atelierteatern           |                                          |
| 1959 | Herr Dardanells äventyr på landet                                                           | August Blanche                                                         | Ingrid Korposoff               | Atelierteatern           |                                          |
| 1960 | Det onda löper Le mal court                                                                 | Jacques Audiberti                                                      | Johan Bergenstråhle            | Atelierteatern           |                                          |
| 1961 | Man kan aldrig veta You Never Can Tell                                                      | George Bernard Shaw                                                    | Lars Engström                  | Göteborgs stadsteater    |                                          |
| 1961 | Gengångare Gengangere                                                                       | Henrik Ibsen                                                           | Staffan Aspelin                | Göteborgs stadsteater    |                                          |
| 1961 | Törnrosa Dornröschen                                                                        | Richter                                                                | Bo Swedberg                    | Göteborgs stadsteater    |                                          |
| 1962 | Sergeanten dansar Serjeant Musgrave's Dance                                                 | John Arden                                                             | Johan Falck                    | Göteborgs stadsteater    |                                          |
| 1962 | Kattorna                                                                                    | Walentin Chorell                                                       | Staffan Aspelin                | Göteborgs stadsteater    |                                          |
| 1962 | Dummerjöns                                                                                  | Willy Keidser och Tylle Herlin                                         | Bo Swedberg                    | Göteborgs stadsteater    |                                          |
| 1962 | Fallet Elisabeth von Ritter A Far Country                                                   | Henry Denker                                                           | Lars Engström                  | Göteborgs stadsteater    |                                          |
| 1963 | De oskyldiga Zeit der Schuldlosen                                                           | Siegfried Lenz                                                         | Herman Ahlsell                 | Göteborgs stadsteater    |                                          |
| 1964 | Kungen dör Le roi se meurt                                                                  | Eugène Ionesco                                                         | Johan Falck                    | Göteborgs stadsteater    |                                          |
| 1964 | Bockfoten Step-in-the-hollow                                                                | Donagh MacDonagh Översättning Britt G. Hallqvist                       | Bo Swedberg                    | Helsingborgs stadsteater |                                          |
| 1964 | Romeo och Julia The Tragedy of Romeo and Juliet                                             | William Shakespeare Översättning Karl Ragnar Gierow                    | Per Sjöstrand                  | Helsingborgs stadsteater | Scenografi och kostym                    |
| 1964 | Änkeman Jarl                                                                                | Vilhelm Moberg                                                         | Hans Bergström                 | Helsingborgs stadsteater |                                          |
| 1965 | Candida                                                                                     | George Bernard Shaw Översättning Hugo Vallentin och Göran O. Eriksson  | Bo Swedberg                    | Helsingborgs stadsteater |                                          |
| 1965 | Tosca                                                                                       | Giacomo Puccini, Luigi Illica och Giuseppe Giacosa                     | Per Sjöstrand                  | Helsingborgs stadsteater |                                          |
| 1965 | Rötter Roots                                                                                | Arnold Wesker Översättning Hans Ullberg och Johan Falck                | Hans Bergström                 | Helsingborgs stadsteater |                                          |
| 1965 | Den bästa av världar                                                                        | Jan Moen                                                               | Hans Bergström                 | Helsingborgs stadsteater | Scenografi och kostym                    |
| 1965 | Tjuvar, lik och fala qvinnor                                                                | Dario Fo                                                               | Hans Bergström                 | Helsingborgs stadsteater |                                          |
| 1965 | Vittne mot sig själv Inadmissable evidence                                                  | John Osborne Översättning Carl-Olof Lång                               | Bo Swedberg                    | Helsingborgs stadsteater |                                          |
| 1965 | Ljusstaken Le Chandelier                                                                    | Alfred de Musset Översättning Edvard Alkman                            | Bo Swedberg                    | Helsingborgs stadsteater | Scenografi och kostym                    |
| 1965 | Mor Courage och hennes barn Mutter Courage und ihre Kinder                                  | Bertolt Brecht Översättning Brita Edfelt och Johannes Edfelt           | Per Sjöstrand                  | Helsingborgs stadsteater |                                          |
| 1966 | Jeppe på berget Jeppe paa Bierget                                                           | Ludvig Holberg Översättning Per Erik Wahlund                           | Gunnar Skar                    | Helsingborgs stadsteater | Scenografi och kostym                    |
| 1966 | Gasljus Gaslight                                                                            | Patrick Hamilton Översättning Anita Blom                               | Hans Bergström                 | Helsingborgs stadsteater |                                          |
| 1966 | Saken är Oscar! eller En halv million i kappsäcken Oscar                                    | Claude Magnier Översättning Claes Hoogland                             | Hans Bergström                 | Helsingborgs stadsteater |                                          |
| 1966 | Den tappre soldaten Svejk Osudy dobrého vojáka Švejka za světové války                      | Jaroslav Hašek Dramatisering Karl Larsen, Översättning Nils Beyer      | Hans Bergström                 | Helsingborgs stadsteater |                                          |
| 1966 | Aria Da Capo                                                                                | Edna St. Vincent Millay Översättning Göran Avén                        | Hans Bergström                 | Helsingborgs stadsteater |                                          |
| 1966 | Picknick på slagfältet Pique-nique en campagne                                              | Fernando Arrabal Översättning Evert Lundström                          | Hans Bergström                 | Helsingborgs stadsteater |                                          |
| 1966 | Ruzzantes återkomst Il Parlamento de Ruzante che iera vegnú de campo                        | Angelo Beolco Översättning Per Sjöstrand                               | Hans Bergström                 | Helsingborgs stadsteater |                                          |
| 1967 | Glasmenageriet The Glass Menagerie                                                          | Tennessee Williams Översättning Carl-Olof Lång                         | Per Sjöstrand                  | Helsingborgs stadsteater |                                          |
| 1967 | Markurells i Wadköping                                                                      | Hjalmar Bergman                                                        | Hans Bergström                 | Helsingborgs stadsteater | Scenografi och kostym                    |
| 1967 | Påsk                                                                                        | August Strindberg                                                      | Gunnar Skar                    | Helsingborgs stadsteater |                                          |
| 1967 | Geografi och kärlek Geografi og kjærlighet                                                  | Bjørnstjerne Bjørnson Översättning Per Sjöstrand                       | Per Sjöstrand                  | Helsingborgs stadsteater |                                          |
| 1967 | Marius                                                                                      | Marcel Pagnol Översättning Lill-Inger och Göran O. Eriksson            | Lars Göran Carlson             | Helsingborgs stadsteater |                                          |
| 1967 | Byxorna Die Hose                                                                            | Carl Sternheim Översättning Jan Moen                                   | Per Sjöstrand                  | Helsingborgs stadsteater | Scenografi och kostym                    |
| 1968 | Den kaukasiska kritcirkeln Der kaukasische Kreidekreis                                      | Bertolt Brecht Översättning Brita och Johannes Edfelt                  | Håkan Ersgård                  | Helsingborgs stadsteater |                                          |
| 1968 | Hallå där! Say Who You Are                                                                  | Keith Waterhouse och Willis Hall Översättning Anita Blom               | Håkan Ersgård                  | Helsingborgs stadsteater |                                          |
| 1968 | Din stund på jorden                                                                         | Vilhelm Moberg                                                         | Per Sjöstrand                  | Helsingborgs stadsteater |                                          |
| 1968 | Körsbärsträdgården Вишнёвый сад, Visjnjovyj sad                                             | Anton Tjechov                                                          | Lars-Levi Læstadius            | Helsingborgs stadsteater |                                          |
| 1968 | Den verklige kommissarie Schäfer The Real Inspector Hound                                   | Tom Stoppard Översättning Anna och Sture Pyk                           | Lars Göran Carlson             | Helsingborgs stadsteater |                                          |
| 1968 | Hemmakväll med knivkastning Die Zimmerschlacht                                              | Martin Walser Översättning Asta Bolin                                  | Martin Söderhjelm              | Helsingborgs stadsteater |                                          |
| 1968 | Kvartetten som sprängdes                                                                    | Birger Sjöberg Dramatisering Nils A. Falk                              | Sandor Györbiro                | Helsingborgs stadsteater |                                          |
| 1969 | Friaren från landet eller Monsieur de Pourceaugnac Monsieur de Pourceaugnac                 | Molière Översättning Allan Bergstrand                                  | Lars-Levi Læstadius            | Helsingborgs stadsteater | Scenografi och kostym                    |
| 1969 | Sandlådan                                                                                   | Kent Andersson och Bengt Bratt                                         | Lars-Levi Læstadius            | Helsingborgs stadsteater |                                          |
| 1969 | Bagaren, bagerskan och den lilla bagarpojken Le Boulanger, la boulangère et le petit mitron | Jean Anouilh Översättning Martin Söderhjelm                            | Martin Söderhjelm              | Helsingborgs stadsteater |                                          |
| 1969 | Karol                                                                                       | Sławomir Mrożek Översättning Per Erik Wahlund                          | Lars-Levi Læstadius            | Helsingborgs stadsteater |                                          |
| 1970 | Resa med en annan                                                                           | Lars-Levi Laestadius                                                   | Lars-Levi Læstadius            | Helsingborgs stadsteater |                                          |
| 1970 | I väntan på Godot En attendant Godot                                                        | Samuel Beckett Översättning Lill-Inger och Göran O. Eriksson           | Lars-Levi Læstadius            | Helsingborgs stadsteater |                                          |
| 1970 | Hemmet                                                                                      | Kent Andersson och Bengt Bratt                                         | Kaj Ahnhem                     | Helsingborgs stadsteater |                                          |
| 1970 | Herr Puntila och hans dräng Matti Herr Puntila und sein Knecht Matti                        | Bertolt Brecht Översättning Alf Henrikson                              | Lars-Levi Læstadius            | Helsingborgs stadsteater |                                          |
| 1970 | Mathissen The Dumb Waiter                                                                   | Harold Pinter Översättning Heinz Hopf                                  | Kaj Ahnhem                     | Helsingborgs stadsteater |                                          |
| 1970 | Kropp - en revy om människokroppen                                                          | Bengt Ahlfors, Claes Andersson och Johan Bergum                        | Kaj Ahnhem                     | Helsingborgs stadsteater |                                          |
| 1971 | Nalle Puh och hans vänner Winnie-the-Pooh                                                   | A.A. Milne Översättning Brita af Geijerstam, Dramatisering Eric Olsoni | Lars-Levi Læstadius            | Helsingborgs stadsteater |                                          |
| 1971 | Paria                                                                                       | August Strindberg                                                      | Kaj Ahnhem                     | Helsingborgs stadsteater |                                          |
| 1971 | Bernardas hus La casa de Bernarda Alba                                                      | Federico García Lorca Översättning Karin Alin                          | Lars-Levi Læstadius            | Helsingborgs stadsteater |                                          |
| 1971 | Räddad Saved                                                                                | Edward Bond Översättning Sigbrit och Carl-Olof Lång                    | Kaj Ahnhem                     | Helsingborgs stadsteater |                                          |
| 1971 | Ett frieri Предложение, Predloženie                                                         | Anton Tjechov                                                          | Lars-Levi Læstadius            | Helsingborgs stadsteater |                                          |
| 1971 | Trettondagsafton Twelfth Night, or What You Will                                            | William Shakespeare                                                    | Lars-Levi Læstadius            | Helsingborgs stadsteater |                                          |
| 1971 | Vid läglig lägenhet Vacant Possession                                                       | Maisie Mosco Översättning Martin Söderhjelm                            | Martin Söderhjelm              | Helsingborgs stadsteater |                                          |
| 1971 | Luftbubblor                                                                                 | Erik Knudsen Översättning Percy Ahnhem                                 | Kaj Ahnhem                     | Helsingborgs stadsteater |                                          |
| 1972 | Vildanden                                                                                   | Henrik Ibsen Översättning Lars-Levi Læstadius                          | Lars-Levi Læstadius            | Helsingborgs stadsteater |                                          |
| 1972 | Fruar på vift Le dindon                                                                     | Georges Feydeau Översättning Raoul af Hällström                        | Lars-Levi Læstadius            | Helsingborgs stadsteater | Scenografi och kostym                    |
| 1972 | Vad har djävulen på jorden att göra? Scherz, Satire, Ironie und tiefere Bedeutung           | Christian Dietrich Grabbe Översättning Lars-Levi Læstadius             | Lars-Levi Læstadius            | Helsingborgs stadsteater |                                          |
| 1973 | Äktenskapsskolan L'école des femmes                                                         | Molière Översättning Allan Bergstrand och H. P. Hansen                 | Lars-Levi Læstadius John Price | Helsingborgs stadsteater | Scenografi tillsammans med Bernard Daydé |
| 1973 | Melodi på lergök                                                                            | Lars-Levi Læstadius                                                    | Lars-Levi Læstadius            | Helsingborgs stadsteater |                                          |
| 1973 | Värmlänningarna                                                                             | Fredrik August Dahlgren och Andreas Randel                             | Claes Sylwander                | Helsingborgs stadsteater |                                          |
| 1974 | Pampen                                                                                      | Lars Björkman                                                          | Claes Sylwander                | Helsingborgs stadsteater |                                          |
| 1974 | Kärleksföreställningen                                                                      | Margareta Garpe och Suzanne Osten                                      | Lars Svenson                   | Helsingborgs stadsteater |                                          |
| 1974 | Kärleksföreställningen                                                                      | Margareta Garpe och Suzanne Osten                                      | Finn Poulsen                   | Folkteatern, Göteborg    |                                          |
| 1974 | Victor: När barnen tar makten Victor, ou, Les Enfants au pouvoir                            | Roger Vitrac Översättning Lennart Lagerwall                            | Hans Polster                   | Helsingborgs stadsteater |                                          |
| 1975 | Föräldrarna                                                                                 | Lilla Klara-gruppen                                                    | Lars Svenson                   | Helsingborgs stadsteater |                                          |
| 1975 | Den siste hete älskaren Last of the Red Hot Lovers                                          | Neil Simon Översättning Eva Tisell                                     | Claes Sylwander                | Helsingborgs stadsteater |                                          |
| 1975 | Turarna, en färjepjäs                                                                       | Stellan Olsson och Jan Olsheden                                        | Stellan Olsson                 | Helsingborgs stadsteater |                                          |
| 1975 | Beteendelek                                                                                 | Jan Bergquist                                                          | Claes Thelander                | Helsingborgs stadsteater |                                          |
| 1975 | Hemma igen                                                                                  | Runar Schildt Dramatisering Johan Bargum                               | Hans Polster                   | Helsingborgs stadsteater |                                          |
| 1976 | Dödsdansen                                                                                  | August Strindberg                                                      | Hans Polster                   | Helsingborgs stadsteater |                                          |
| 1976 | Pariserliv La Vie parisienne                                                                | Jacques Offenbach, Henri Meilhac och Ludovic Halévy                    | Hans Polster                   | Helsingborgs stadsteater |                                          |
| 1977 | Spanska flugan Die spanische Fliege                                                         | Franz Arnold och Ernst Bach                                            | Olle Johansson                 | Helsingborgs stadsteater |                                          |
| 1977 | Gin & Bitter Lemon Absurd Person Singular                                                   | Alan Ayckbourn Översättning Torsten Ehrenmark                          | Per Möller                     | Helsingborgs stadsteater |                                          |
| 1978 | Tre systrar Три сeстры, Tri sestry                                                          | Anton Tjechov Översättning Astrid Baecklund och Herbert Grevenius      | Hans Polster                   | Helsingborgs stadsteater | Scenografi och kostym                    |
| 1978 | I skuggan The Shadow Box                                                                    | Michael Cristofer Översättning Pelle Fritz-Crone                       | Claes Sylwander                | Helsingborgs stadsteater |                                          |
| 1978 | Caviar och spagetti Caviale e lenticchie                                                    | Giulio Scarnicci och Renzo Tarabusi Översättning Folke Hamrin          | Egon Larsson                   | Helsingborgs stadsteater |                                          |
| 1980 | Wärdshuset Haren och Vråken                                                                 | Lars Forssell                                                          | Hans Polster                   | Helsingborgs stadsteater | Scenografi och kostym                    |
| 1981 | Every Good Boy Deserves Favour                                                              | Tom Stoppard och André Previn Översättning Lars Björkman               | Claes Sylwander                | Helsingborgs stadsteater |                                          |
| 1981 | Dansa för mej, Zorba!                                                                       | John Kander, Fred Ebb och Joseph Stein Översättning Bertil Norström    | John Zacharias                 | Helsingborgs stadsteater |                                          |
| 1982 | Svejk i andra världskriget Schweyk im Zweiten Weltkrieg                                     | Bertolt Brecht Översättning Gunnar Wersén                              | Hans Polster                   | Helsingborgs stadsteater |                                          |
| 1982 | Benådningen Restoration                                                                     | Edward Bond Översättning Carl-Olof Lång                                | Tom Deutgen                    | Helsingborgs stadsteater |                                          |
| 1983 | Den girige L'Avare                                                                          | Molière Översättning Ulf Gran                                          | Hans Polster                   | Helsingborgs stadsteater |                                          |
| 1983 | Clownentréer                                                                                | Gino Samil                                                             | Gino Samil                     | Helsingborgs stadsteater |                                          |
| 1983 | Don Juan Dom Juan ou Le Festin de pierre                                                    | Molière Översättning Ulf Gran                                          | Hans Polster                   | Helsingborgs stadsteater |                                          |
| 1983 | Oväder                                                                                      | August Strindberg                                                      | Josef Halfen                   | Malmö stadsteater        |                                          |
| 1984 | Katt på hett plåttak Cat on a Hot Tin Roof                                                  | Tennessee Williams Översättning Sven Barthel                           | Tom Deutgen                    | Helsingborgs stadsteater |                                          |
| 1984 | Kaos på teatern Noises Off                                                                  | Michael Frayn Översättning Per Gerhard                                 | Palle Granditsky               | Helsingborgs stadsteater |                                          |
| 1985 | Figaros bröllop La Folle Journée, ou Le Mariage de Figaro                                   | Pierre de Beaumarchais Översättning Ulf Gran                           | Hans Polster                   | Helsingborgs stadsteater | Scenografi och kostym                    |
| 1986 | Ett nät av lögner Pack of Lies                                                              | Hugh Whitemore                                                         | Hans Polster                   | Helsingborgs stadsteater |                                          |
| 1986 | Pappas hus Widowers' Houses                                                                 | George Bernard Shaw Översättning Per Erik Wahlund                      | Palle Granditsky               | Helsingborgs stadsteater |                                          |
| 1986 | Anne Franks dagbok The Diary of Anne Frank                                                  | Frances Goodrich och Albert Hackett Översättning Göran O. Eriksson     | Claes Sylwander                | Malmö stadsteater        |                                          |
| 1987 | Tystnad Tagning! הפלשתינאית, Ha-Palestinait                                                 | Joshua Sobol Översättning Freddie Rokem                                | Gunilla Berg                   | Helsingborgs stadsteater |                                          |
| 1987 | Konkursen Банкрот, Bankrut                                                                  | Aleksandr Ostrovskij Översättning Staffan Skott                        | Palle Granditsky               | Helsingborgs stadsteater |                                          |
| 1987 | Mamma älskar dig... Homefront                                                               | James Duff Översättning Christian Zell                                 | Lars Svenson                   | Helsingborgs stadsteater |                                          |
| 1988 | Din stund på jorden                                                                         | Vilhelm Moberg                                                         | Anita Blom                     | Helsingborgs stadsteater |                                          |
| 1988 | Följer du med hem? Скамейка, Skamejka                                                       | Alexander Gelman Översättning Ben Hellman                              | Anna-Greta Bergman             | Helsingborgs stadsteater |                                          |
| 1989 | En familjeaffär A Small Family Business                                                     | Alan Ayckbourn Översättning Palle Granditsky                           | Herman Ahlsell                 | Helsingborgs stadsteater |                                          |
| 1989 | Heliga Birgittas farliga lekar                                                              | Johanna Enckell                                                        | Anita Blom                     | Helsingborgs stadsteater |                                          |
| 1989 | Robespierre                                                                                 | Rudolf Värnlund                                                        | Hans Polster                   | Helsingborgs stadsteater | Specialeffekter                          |
| 1990 | Pedro och kaptenen Pedro y el capitán                                                       | Mario Benedetti Översättning Jens Nordenhök                            | Hans Polster                   | Helsingborgs stadsteater |                                          |
| 1991 | Maratondansen They shoot horses, don't they?                                                | Horace McCoy Dramatisering Ray Herman                                  | Tom Lagerborg                  | Helsingborgs stadsteater |                                          |
| 1991 | Och ge oss skuggorna                                                                        | Lars Norén                                                             | Hans Polster                   | Helsingborgs stadsteater |                                          |
| 1992 | Maries barn                                                                                 | Bengt Ahlfors och Johan Bargum                                         | Jan Nielsen                    | Helsingborgs stadsteater |                                          |
| 1993 | Köpmannen i Venedig The Merchant of Venice                                                  | William Shakespeare Översättning Allan Bergstrand                      | Göran Stangertz                | Helsingborgs stadsteater |                                          |
| 1993 | I väntan på Godot En attendant Godot                                                        | Samuel Beckett Översättning Lill-Inger och Göran O. Eriksson           | Hans Polster                   | Helsingborgs stadsteater |                                          |
| 1993 | Robinson och Crusoe Robinson e Crusoe                                                       | Nino D'Introna och Giacomo Ravicchio                                   | Gunilla Diehl                  | Helsingborgs stadsteater |                                          |
| 1994 | True West                                                                                   | Sam Shepard Översättning Göran Graffman                                | Jan Nielsen                    | Helsingborgs stadsteater |                                          |
| 1995 | Som man bäddar Pyjama Pour Six                                                              | Marc Camoletti Översättning Jan Nielsen                                | Jan Nielsen                    | Helsingborgs stadsteater | Scenografi och kostym                    |

## Bilder

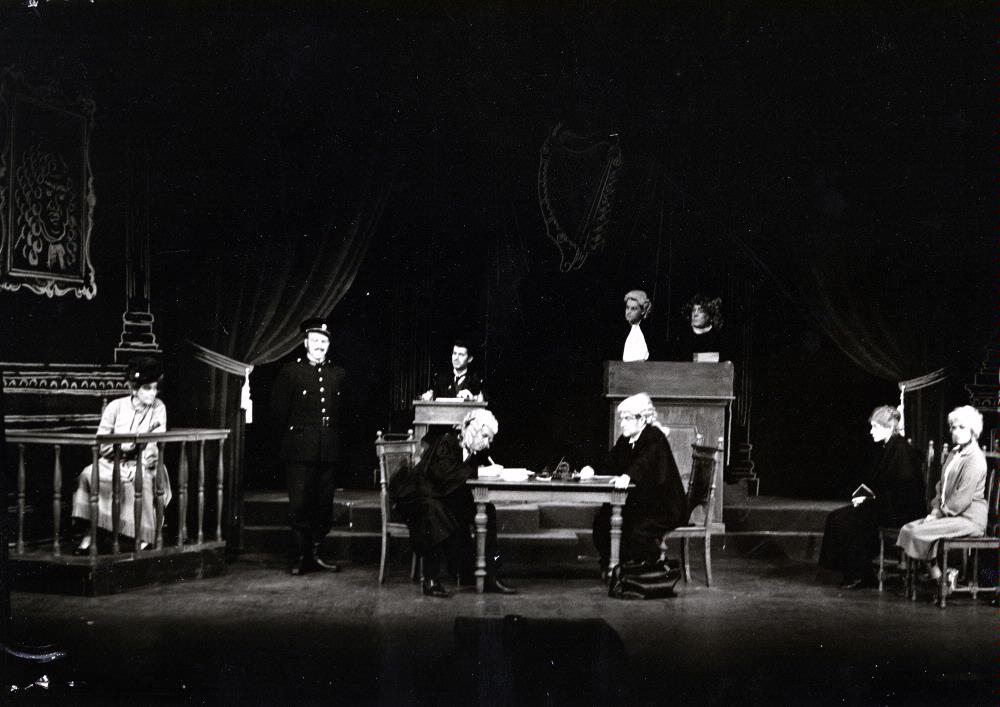
Scenbild ur Donagh MacDonaghs Bockfoten på Helsingborgs stadsteater 1964.
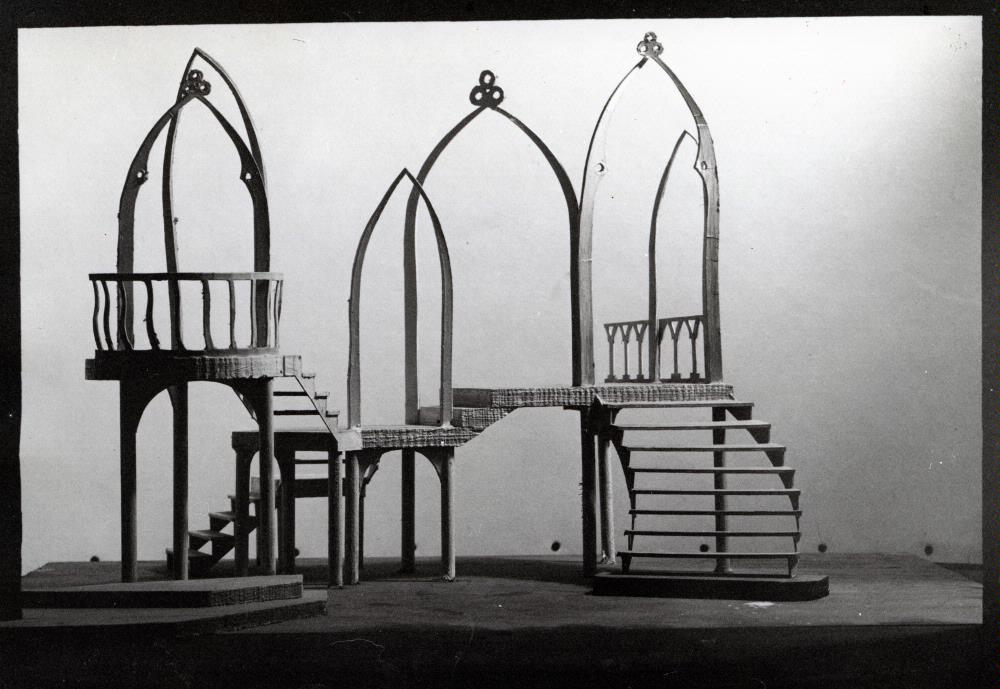
Scenbild ur William Shakespeares Romeo och Julia på Helsingborgs stadsteater 1964.
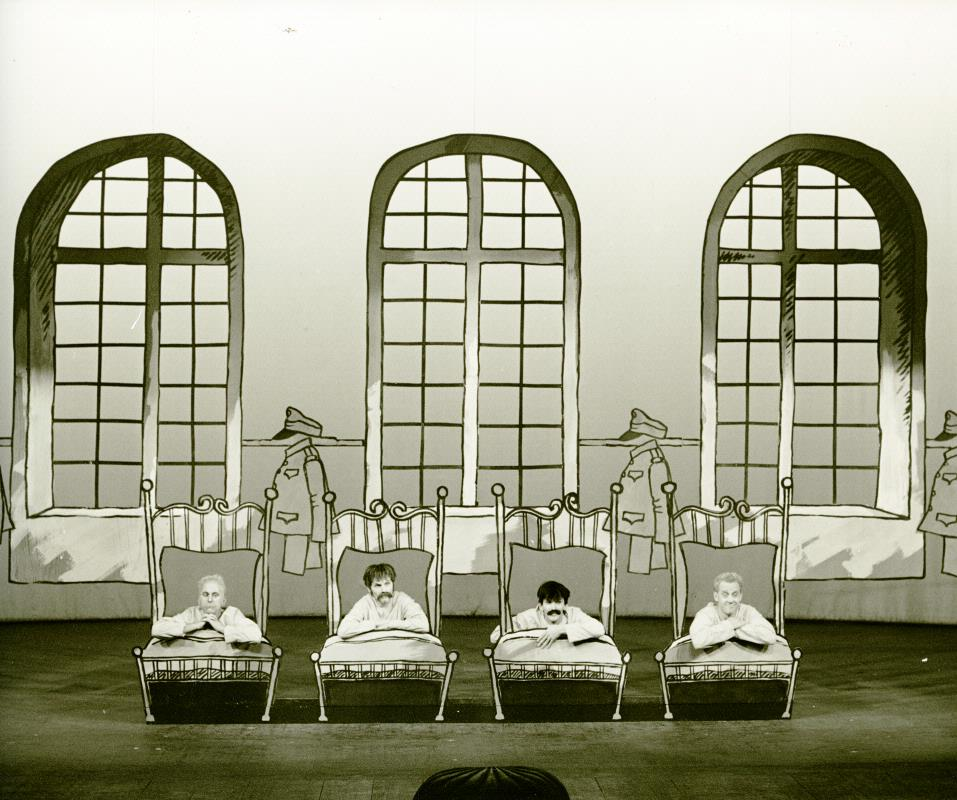
Scenbild ur Jaroslav Hašeks Soldaten Svejk på Helsingborgs stadsteater 1966.
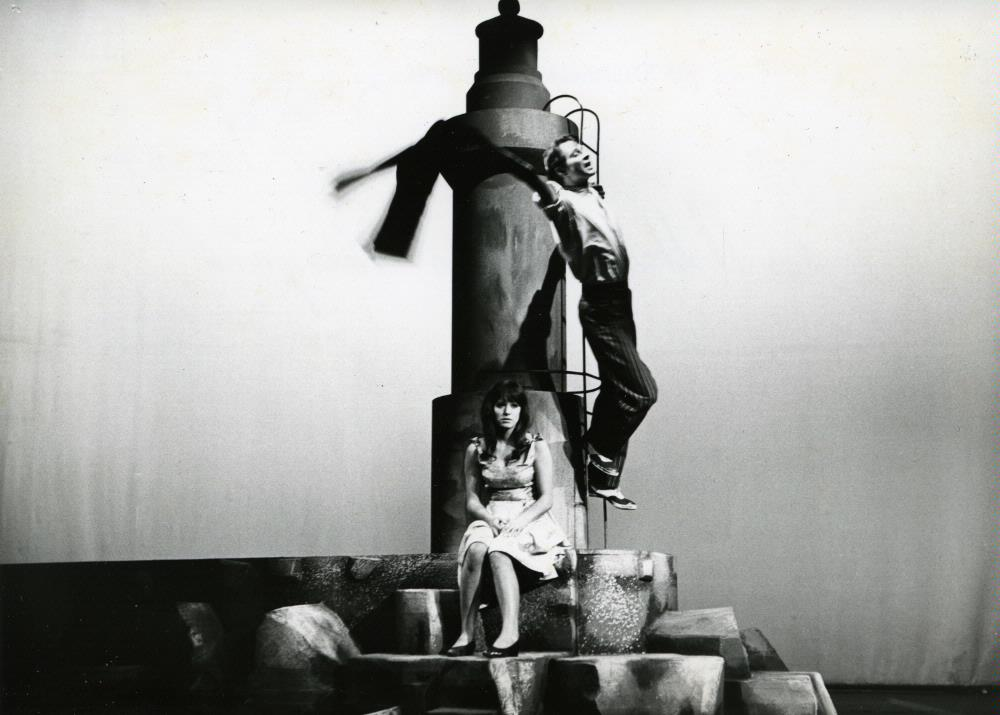
Scenbild ur Marcel Pagnols Marius på Helsingborgs stadsteater 1967.
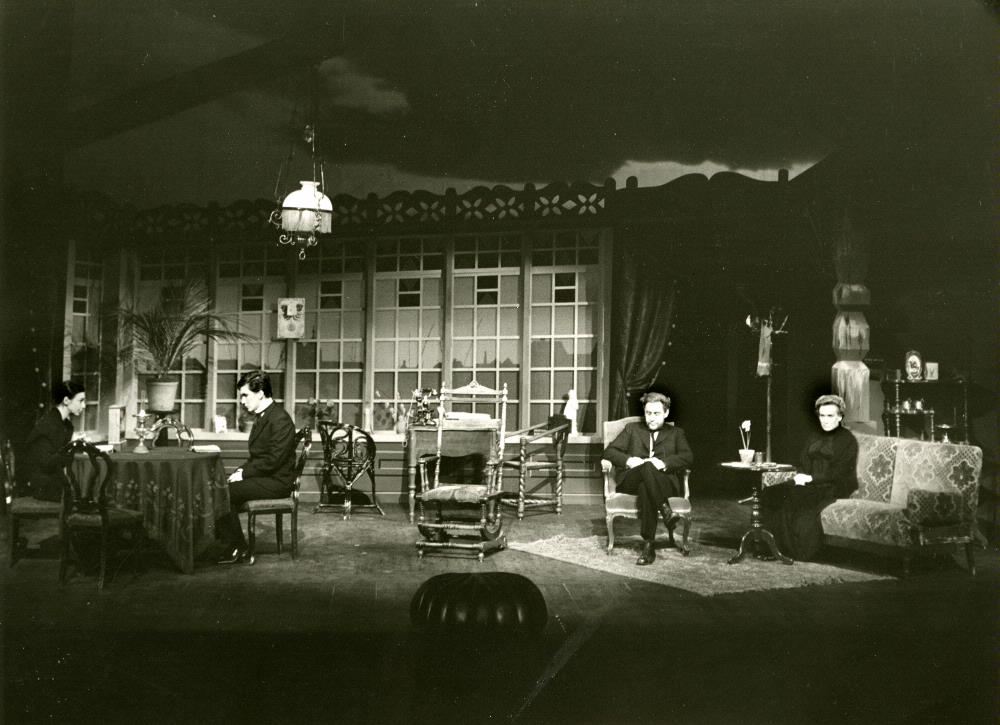
Scenbild ur August Strindbergs Påsk på Helsingborgs stadsteater 1967.
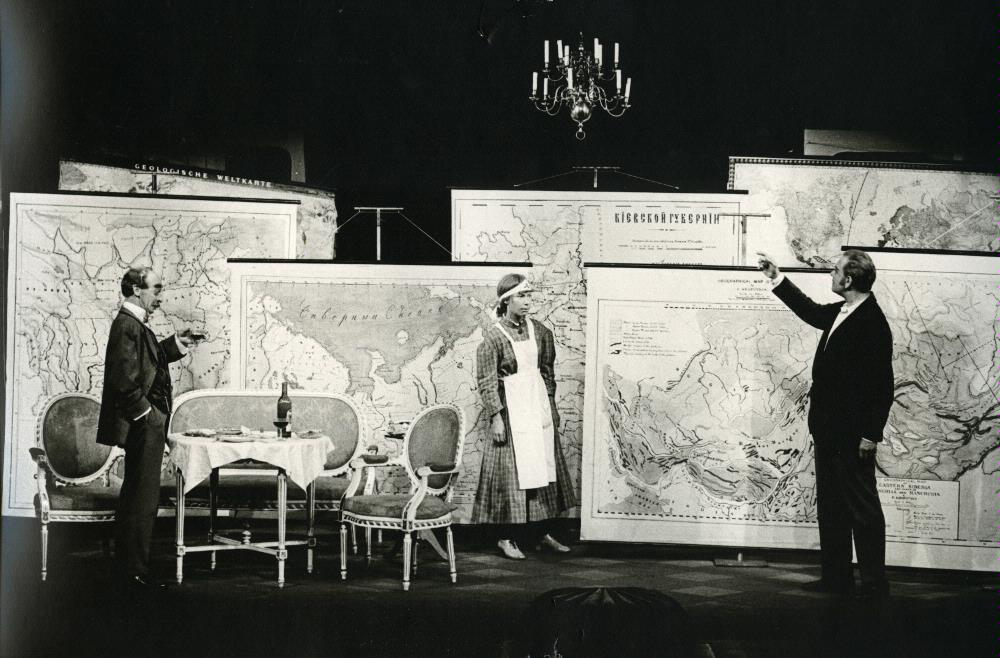
Scenbild ur Henrik Ibsens Geografi och kärlek på Helsingborgs stadsteater 1967.
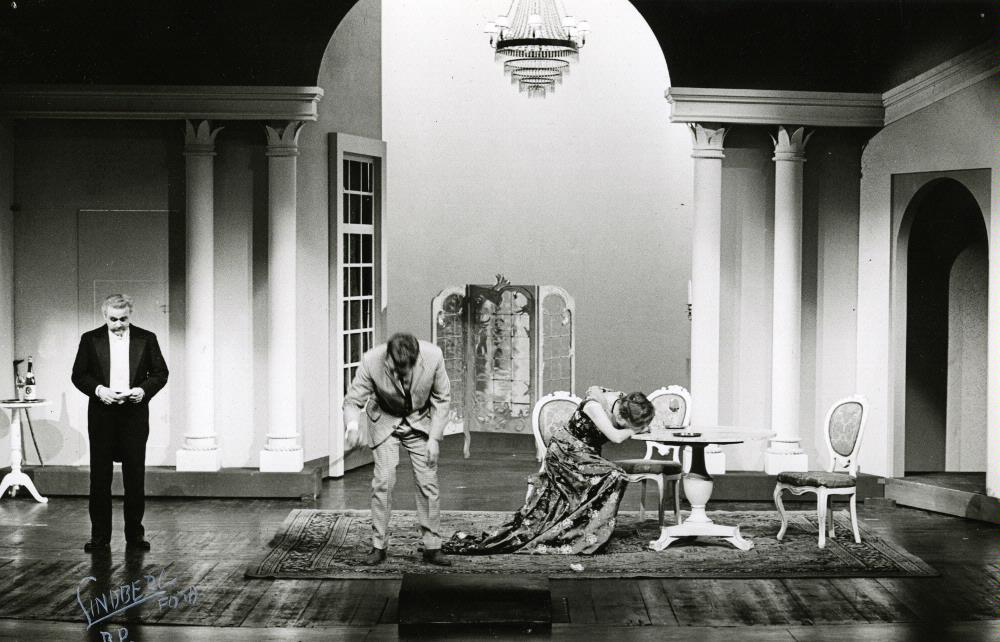
Scenbild ur Anton Tjechovs Körsbärsträdgården på Helsingborgs stadsteater 1968.
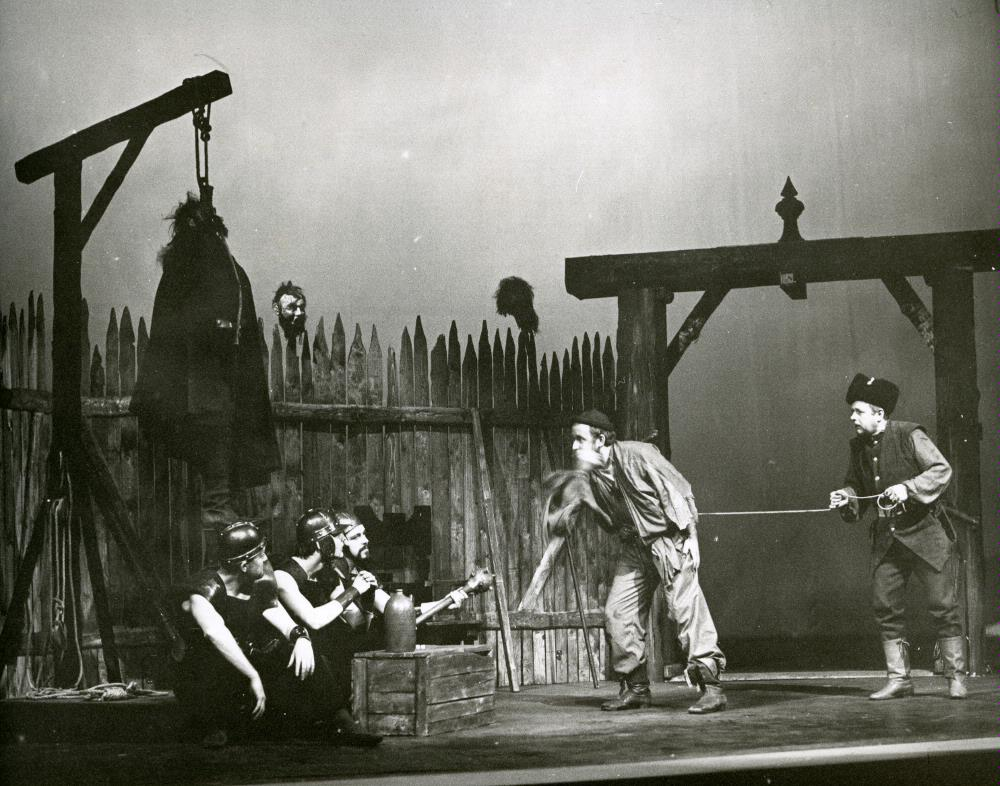
Scenbild ur Bertolt Brechts Den kaukasiska kritcirkeln på Helsingborgs stadsteater 1968.